# André Salmon
André Salmon (ur. 4 października 1881 w Paryżu- zm. 12 marca 1969, w Sanary-sur-Mer – francuski poeta, krytyk sztuki oraz pisarz. Wraz z Guillaume’em Apollinaire’em, propagator oraz obrońca sztuki kubistycznej.

## Życiorys
André Salmon urodził się Paryżu w 1881 roku. W latach 1897–1902 zamieszkał wraz z rodzicami w Petersburgu gdzie jego ojciec objął funkcję kanclerza w ambasadzie francuskiej.
W 1902 roku wrócił do Francji, gdzie miał odbyć służbę wojskową. Ze względu na słabe warunki fizyczne został zwolniony z niej po kilku miesiącach. W pierwszej dekadzie 20 wieku należał do grup literackich związanych głównie wokół dzielnicy łacińskiej. Wówczas poznał Guillaume Apollinaira oraz grupę młodych artystów z którymi związał się w grupie artystycznej. W 1904 roku przeprowadził się do kamienicy Bateau-Lavoir, gdzie mieszkał m.in. z Pablem Picassem, Maxem Jacobem oraz Apollinairem.
W 1964 roku otrzymał nagrodę Grand Prix od Francuskie Akademii Nauk. Zmarł w 1969 roku w prowansalskim mieście Sanary-sur-Mer w wieku 88 lat.

## Wybrane dzieła
- Créances (1926)
- Carreaux (1928)